# Liste der namibischen Botschafter in Osttimor

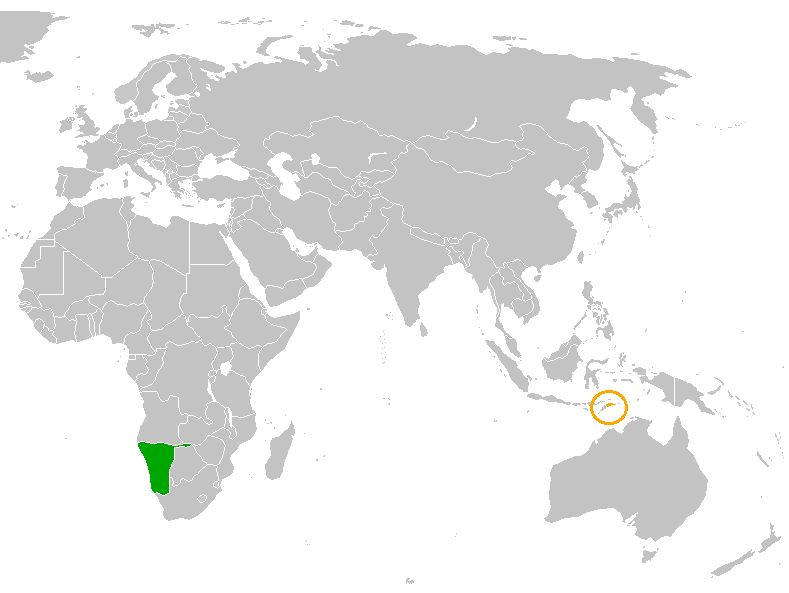
Namibia (grün) und Osttimor (orange)

Diese Liste führt die namibischen Botschafter in Osttimor auf.

## Hintergrund
Namibia und Osttimor nahmen am 1. Oktober 2003 diplomatische Beziehungen auf. Der Sitz des namibischen Botschafters ist in Kuala Lumpur (Malaysia).

## Liste der Botschafter
| Name                 | Amtszeit  | Anmerkungen                      |         |
| Namibia              | Namibia   | Namibia                          | Namibia |
| -------------------- | --------- | -------------------------------- | ------- |
| ?                    |           |                                  |         |
| Anne Namakau Mutelo  | 2018–2023 | Akkreditierung: Juni 2018        |         |
| Herman Pule Diamonds | seit 2025 | Akkreditierung: 19. Februar 2025 |         |